# Christopher Reinhard

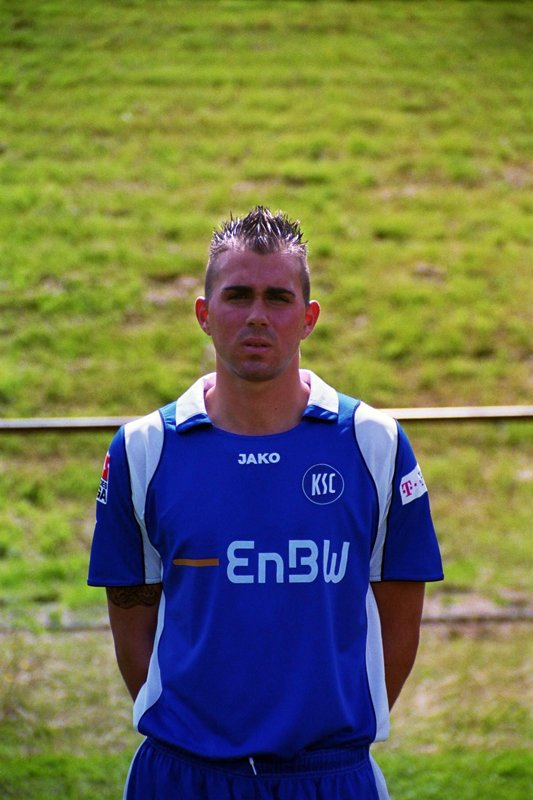
Christopher Reinhard

Christopher Reinhard (Offenbach, 19 mei 1985) is een Duitse voetballer (verdediger) die voor 1. FC Magdeburg speelt. 

## Carrière
| 1991 - 1995 | Rot-Weiß Offenbach  | jeugd         |
| 1995 - 1997 | Eintracht Frankfurt | jeugd         |
| 1997 - 2000 | Kickers Offenbach   | jeugd         |
| 2000 - 2004 | Eintracht Frankfurt | jeugd         |
| 2004 - 2007 | Eintracht Frankfurt |               |
| 2007 - 2008 | Karlsruher SC       |               |
| 2008 - 2009 | FC Ingolstadt 04    |               |
| 2009 - 2010 | Eintracht Trier     |               |
| 2010        | Eintracht Trier     | Tweede elftal |
| 2010 - 2012 | SV Jügesheim        |               |
| 2012 - ...  | 1.FC Magdeburg      |               |